# Suzuki Hiroki (sinh năm 1985)
Suzuki Hiroki (鈴木 拡樹 Linh Mộc Khuếch Thụ, sinh ngày 4 tháng 6 năm 1985) là một nam diễn viên người Nhật Bản tới từ Osaka, hoạt động chủ yếu trên sân khấu kịch, điện ảnh và truyền hình dưới trướng công ty Awesome Inc. Vai diễn đầu tiên của anh vào năm 2007 là Reira chuyển thể từ manga cùng tên Fuuma no Kojirou. Đồng thời anh cũng tham gia vào vai diễn khách mời trong Kamen Rider Decade trong vai Kazuma Kendate/Kamen Rider Blade. Vai diễn nổi tiếng nhất của anh là Genjyo Sanzou trong vở nhạc kịch Saiyuki và Mikazuki Munechika trong vở kịch sân khấu Touken Ranbu và Touken Ranbu phiên bản điện ảnh.

## Tiểu sử
Suzuki Hiroki là một nam diễn viên người Nhật Bản tới từ Osaka, hoạt động chủ yếu trên sân khấu kịch, điện ảnh và truyền hình dưới trướng công ty Awesome Inc 
Anh là diễn viên tiên phong trong dòng kịch sân khấu 2.5D (những vai diễn 2D được chuyển thể từ truyện tranh, phim hoạt hình, trò chơi trực tuyến thành các vở kịch sân khấu sẽ được gọi là 2.5D)
Năm 2007, anh nhận vai diễn đầu tiên Reira trong phim truyền hình chuyển thể từ manga cùng tên Fuuma no Kojirou.
Năm 2008, anh đóng vai chính Genjyo Sanzou trong vở nhạc kịch chuyển thể từ manga cùng tên Saiyuki, vở nhạc kịch vẫn đang tiếp diễn phần mới đến năm 2020, Hiroki vẫn vào vai Genjyo Sanzou trong năm 2019.
Năm 2016, anh vào vai chính Mikazuki Munechika trong vở kịch sân khấu được chuyển thể từ game Touken Ranbu, vở kịch vẫn đang tiếp diễn phần mới trong năm 2019.
Năm 2018, anh vào vai chính Mikazuki Munechika một lần nữa trong phiên bản chuyển thể phim điện ảnh của Touken Ranbu.
Cũng trong năm 2018, Hiroki thử sức với việc lồng tiếng cho trò chơi di động World end Heroes và phim hoạt hình Dororo, anh cũng sẽ đóng vai chính Hyakkimaru trong vở kịch Dororo vào năm 2019
Hiroki đặc biệt thích dưa hấu.